# Alena Losová
Alena Losová (* 7. března 1963 Varnsdorf) je česká pedagožka a politička, v letech 2012 až 2016 zastupitelka a radní Libereckého kraje, bývalá členka Strany zelených.

## Život
Vystudovala Konzervatoř Teplice a získala tak titul dipl. um. Od roku 1983 učí hudbu na Základní umělecké škole v České Lípě (dříve lidová škola umění). Od roku 2007 se angažuje v Českomoravském odborovém svazu pracovníků školství, v letech 2007 až 2013 zastávala funkci předsedkyně Krajské rady odborového svazu Liberecký kraj.
Od roku 2017 je ředitelka Základní umělecké školy v Žandově. 
Alena Losová je vdaná a má dceru Evu a syna Pavla. Žije v České Lípě.

## Politické působení
Od roku 2004 byla členkou Strany zelených, v roce 2014 z ní ale kvůli neshodám straníků v Libereckém kraji vystoupila.
V komunálních volbách v roce 2010 kandidovala ještě jako nestraník za SZ do Zastupitelstva města Česká Lípa, ale neuspěla. Do zastupitelstva se nedostala ani o čtyři roky později ve volbách 2014, kdy kandidovala již jako členka SZ za subjekt Zelení a Nezávislí. Působí však jako členka Výboru pro výchovu a vzdělávání.
V krajských volbách v roce 2008 kandidovala za SZ do Zastupitelstva Libereckého kraje, ale neuspěla. O čtyři roky později se však ve volbách v roce 2012 krajskou zastupitelkou stala. Kandidovala jako členka SZ za subjekt Změna pro Liberecký kraj (tj. Změna a SZ). Na konci listopadu 2012 byla zvolena radní Libereckého kraje pro školství, mládež, tělovýchovu, sport a zaměstnanost. Byla také místopředsedkyní Komise pro nakládání s nemovitým majetkem kraje. Ve volbách v roce 2016 již nekandidovala a skončila tak i ve funkci radní kraje.